# Carlos Romero Zarco
Carlos Romero Zarco (1954) es un botánico y profesor español. Desarrolla su actividad académica en el Departamento de Biología Vegetal y Ecología de la Facultad de Biología de la Universidad de Sevilla.

## Algunas publicaciones

### Artículos en revistas científicas especializadas
- Charpin, a; c Romero Zarco. 1982. Sobre la presencia de Ehrharta calycina Smith en España. Saussurea 13: 187-188
- Romero Zarco, c; b Cabezudo. 1983. Micropyropsis, género nuevo de Gramíneae. Lagascalia 11(1): 94-99
- ---- , ja Devesa. 1983. Nota breve 85. Bromus unioloides. Lagascalia 11(1): 114-115
- ----. 1983a. Sobre la presencia en España de Avena eriantha Dur. Anales Jard. Bot. Madrid 40(1): 284
- ----. 1983b. Nota breves: 86. Helictotrichon sarracenorum. 87. Avenula gervaisii. Lagascalia 11(1): 115
- ----. 1984a. Revisión del género Helictotrichon Besser ex Schultes & Schultes fil. (Gramineae) en la península ibérica. I. Estudio taxonómico. Anales Jardín Bot. Madrid 41(1): 97-124. CSIC, Madrid
- ----. 1984b. Notas breves. 139. Avena fatua. 140. Avena × haussknechtii. Lagascalia 12(2): 276-277
- ----. 1984c. Revisión taxonómica del género Avenula (Dumort.) Dumort. (Gramineae) en la península ibérica e Islas Baleares. Lagascalia 13(1): 39-146
- ----. 1985a. Revisión del género Arrhenatherum Beauv. (Gramineae) en la península ibérica. Acta Bot. Malacitana 10: 123-154
- ----. 1985b. Acerca de Rostraria salzmannii (Boiss. & Reuter) J.Holub en la península ibérica. Anales Jard. Bot. Madrid 41(2): 462-463
- ----. 1985c. Revisión del género Helictotrichon Besser ex Schultes & Schultes fil. (Gramineae) en la península ibérica. II. Estudio experimental. Anales Jardín Bot. Madrid 42(1): 133-154. CSIC, Madrid.
- ----, a Aparicio. 1985d. Medicago rugosa Desr. nueva cita para Andalucía. Anales Jard. Bot. Madrid 42(1): 249-250
- ----. 1985e. Estudio taxonómico del género Pseudarrhenatherum Rouy en la península ibérica. Lagascalia 13(2): 255-273. Universidad de Sevilla
- ----. 1986a. El género Hyparrhenia N.J. Anderson (Gramineae) en Andalucía occidental. Lagascalia 14(1): 121-124
- ----. 1986b. Nota breve 187. Vicia lutea subsp. cavanillesii (Martínez) Romero Zarco, comb. & stat. nov. Lagascalia 14(1): 141-142
- ----, a Aparicio 1986c. Nota breve 188. Vicia hirsuta. Lagascalia 14(1): 142
- ----. 1986d. Nota breve 194. Medicago polymorpha subsp. polycarpa (Willd.) Romero Zarco, comb. nova. Lagascalia 14(1): 146
- ----. 1986e. Notas breves: 233. Avena murphyi. 234. Avena barbata subsp. lusitanica (Tab. Mor.) Romero Zarco, comb. & stat. nov. 235. Trisetaria ovata. 236. Trisetaria scabriuscula. 237. Holcus mollis var. triflorus. 238. Agrostis delicatula. 239. Polypogon maritimus subsp. subspathaceus. 240. Gastrodium phleoides. 241. Triplachne nitens. 244. Cynodon dactylon var. affinis (Caro & Sánchez) Romero Zarco, comb. & stat. nov. 246. Eragrostis virescens. 248. Crypsis alopecuroides. 249. Andropogon distachyos. 250. Hemarthria altissima. Lagascalia 14(1): 166-174
- ----, a Charpin. 1986f. Nota breve 247. Eragrostis curvula. Lagascalia 14(1): 172-173
- Romero Zarco, c. 1986g. A new method for stimating caryotype asymmetry. Taxon 35(3): 526-530. Utrecht, Holanda.
- Albarreal, j; c Romero Zarco. 1993. Novedades florísticas para la Campiña y las Sierras Subbéticas. Lagascalia 17(1): 190-193
- Romero Zarco, c. 1998a. Tipificación de Vicia parviflora Cav. (Fabaceae). Anales Jardín Bot. Madrid 55(2): 491-493
- ----. 1998b. Lectotipificación de Vicia amphicarpa L., V. benghalensis L. y V. sativa subsp. nigra L. (Leguminosae). Anales Jardín Bot. Madrid 56(1): 178-179
- ----. 1998c. Vicia leucantha Biv. (Leguminosae) en Baleares. Anales Jardín Bot. Madrid 56(1): 180-181
- ----. 1999. Especies de Vicia subgen. Cracca (Dumort.) Peterm. (Leguminosae) mal interpretadas en las floras básicas de la península ibérica. Anales Jardín Bot. Madrid 57(1): 220-225
- Albarreal, j; c Romero Zarco. 2004. Novedades corológicas para la flora de Andalucía occidental (Sevilla-Cádiz). Acta Bot. Malacitana 29: 300-304
- ----. 2007. Helictotrichon devesae, a new endemic grass species from Castilla-La Mancha (Central Spain). Anales Jardín Bot. Madrid 64(2): 205-211* ----. 2008. Juncus rechingeri Snogerup, nueva especie para la flora europea. Acta Botanica Malacitana 33: 339-341. Universidad de Málaga
- Romero Zarco, c.. 2009a. Contribución al conocimiento del género Juncus (Juncaceae) en el Norte de Marruecos. Acta Botanica Malacitana 34: 295-302
- ----. 2009b. Luzula lactea (Link) E. Mey. (Juncaceae), ¿en Andalucía?. Acta Botanica Malacitana 34: 290-292
- ----. 2010. El género Juncus L. (Juncaceae) en Andalucía (España): datos sobre la distribución regional de sus especies. Acta Botanica Malacitana 35: 37-55

### Capítulos de libros
- Valdés, b, s Talavera, ef Galiano (eds. 1987). Flora Vascular de Andalucía Occidental. Ketres Editores, S.A. Barcelona.

- Contribuciones al vv. 2: 4 géneros de Fabaceae (Papilionáceas), pp. 47-71 Vicia; Lens; Lathyrus; Pisum

- Contribuciones al vv. 3: 39 géneros de Poaceae (Gramíneas): pp. 292; 309-349; 387-395; 408-414 Micropyropsis; Avena; Arrhenatherum; Pseudarrhenatherum; Helictotrichon; Avenula; Trisetaria; Rostraria; Koeleria; Avellinia; Gaudinia; Aira; Airopsis; Molineriella; Periballia; Holcus; Corynephorus; Agrostis; Polypogon; Gastridium; Triplachne; Lagurus; Chaetopogon; Ammophila; Phleum; Alopecurus; Cynodon; Eragrostis; Aeluropus; Sporobolus; Crypsis; Andropogon; Hyparrhenia; Sorghum; Emarthria; Imperata; Saccharum; Leersia; Ehrharta

- Devesa, ja; c Romero Zarco. 1991. Avena L. in J.A. Devesa (ed.) Las Gramíneas de Extremadura. Serie Monografías Botánicas. Universidad de Extremadura, Badajoz. ISBN 84-7723-094-3 ISBN 84-00-08072-8

- Valdés, b et al. (eds. 2002). Catalogue des Plantes Vasculaires du Nord du Maroc, incluant des clés d'identification. CSIC, Madrid.

Contribuciones al vv. 1: 5 géneros de Leguminosae (Leguminosas); páginas 301-310; 316-317; 348-355: Vicia; Lens; Pisum; Medicago; Trigonella.
Contribuciones al vv. 2: edición, clave de géneros y 55 géneros de la familia Gramineae (Gramíneas), págs. 759-780 y siguientes.
- Blanca, g et al. (eds. 2009). Flora Vascular de Andalucía Oriental. Consejería de Medio Ambiente, Junta de Andalucía. ISBN 84-92807-12-1

Contribuciones al vv. 1: 6 géneros de la familia Gramineae (Gramíneas) en colaboración con A.T. Romero.
Contribuciones al vv. 2: 3 géneros de la familia Fabaceae (Papilionáceas).

### Libros
- Romero Zarco, p, c Romero Zarco. 1987. Guía ilustrada de las hierbas de Sevilla. Instituto de Ciencias de la Educación de la Universidad de Sevilla, etc. Sevilla. ISBN 84-398-8569-5
- Talavera, s, c Aedo, c Castroviejo, a Herrero, c Romero Zarco, fj Salgueiro, m Velayos (eds.) 1999. Flora iberica, vol. VII(I) Leguminosae (partim). Real Jardín Botánico de Madrid. CSIC, Madrid. ISBN 84-00-06221-3
- Talavera s, c Aedo, s Castroviejo, c Romero Zarco, l Sáez, fj Salgueiro & m Velayos (eds.). 2000. Flora iberica, vol. VII(II) Leguminosae (partim). Real Jardín Botánico de Madrid. CSIC, Madrid. ISBN 84-00-07882-9
- Romero Zarco, c, p Romero Zarco. 2006. Guía ilustrada de las hierbas de Sevilla [ed. 2]. Ayuntamiento de Sevilla, Área de Innovación, Educación y Universidades. Sevilla. ISBN 84-96098-47-8
- Talavera, s, mj Gallego, c Romero Zarco, a Herrero (eds.) 2010. Flora iberica, vol. XVII Butomaceae-Juncaceae. Real Jardín Botánico de Madrid. CSIC, Madrid. ISBN 978-84-00-09112-5
- Talavera, s, c Andrés, m Arista, p Fernández Piedra, mj Gallego, p Ortiz, c Romero Zarco, fj Salgueiro, s Silvestre, a Quintanar (eds.). 2012. Flora iberica, vol. XI. Gentianaceae-Solanaceae. Real Jardín Botánico de Madrid. CSIC, Madrid. ISBN 978-84-00-09112-5
- Romero-Zarco, c (2015). Las Gramíneas de la Península Ibérica e Islas Baleares. Claves ilustradas para la determinación de los géneros y catálogo preliminar de las especies. Monografías de Botánica Ibérica nº 15, Jolube Consultor Botánico y Editor, Jaca. ISBN: 978-84-943561-1-7
- Devesa, ja, c Romero Zarco, t Buira, a Quintanar, c Aedo (eds.). 2020. Flora iberica, vol. XIX(I). Gramineae (partim). Real Jardín Botánico de Madrid. CSIC, Madrid. ISBN: 978-84-00-10695-9
- Romero Zarco, c, e Rico, mb Crespo, ja Devesa, t Buira, c Aedo (eds.). 2021. Flora iberica, vol. XIX(II). Gramineae (partim). Real Jardín Botánico de Madrid. CSIC, Madrid. ISBN: 978-84-00-10817-5
- Devesa, ja, g Martínez Sagarra, c Romero Zarco. 2022. Las Gramíneas. Biología y Diversidad. UCOPress, Editorial Universidad de Córdoba (España). ISBN: 978-84-9927-669-4
- La abreviatura «Romero Zarco» se emplea para indicar a Carlos Romero Zarco como autoridad en la descripción y clasificación científica de los vegetales.[1]